# غازي أمير
غازي أمير (بالتركية: Gaziemir)‏ هي بلدة ومُديريَّة تقع في ولاية إزمير بتركيا. تصل مساحتها إلى 70 كم²، وترتفع عن سطح البحر حوالي 114 م.